# Fitoplankton

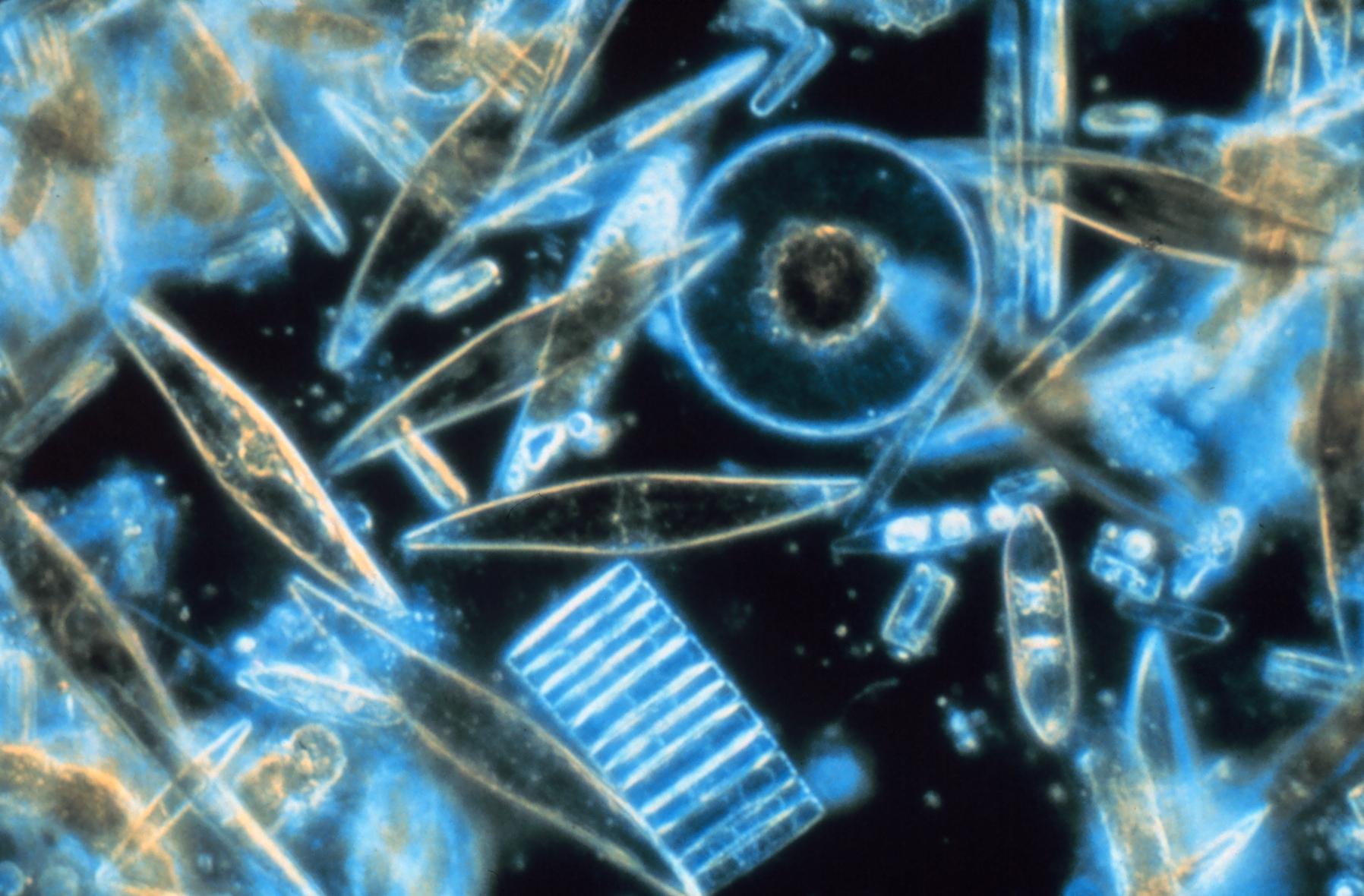
Kovamoszatok, a fitoplankton leggyakoribb képviselői

A fitoplankton a plankton közösség autotróf élőlényeinek összessége. Az elnevezés a görög φυτόν (fiton), jelentése „növény”, és a πλαγκτός (planktosz), jelentése „vándorló” vagy „sodródó” szavakból származik. A fitoplankton jelentős része túl kicsi, hogy szabad szemmel látható legyen. Azonban, ha elég magas számban vannak jelen, zöld elszíneződésként jelennek meg a víz felszínén, melyet a sejtjeikben lévő klorofill jelenléte okoz (egyébként a szín fajonként eltérő lehet a klorofill mennyiségének és a különböző védőpigmentek, mint a fikobiliprotein, xantofill stb. jelenlétének függvényében).
A fitoplankton szervezetek a vízi, elsősorban az óceáni tápláléklánc nélkülözhetetlen résztvevői, emellett fontos szerepük van a Föld légkörének oxigénháztartásában.

## Evolúciós fejlődés

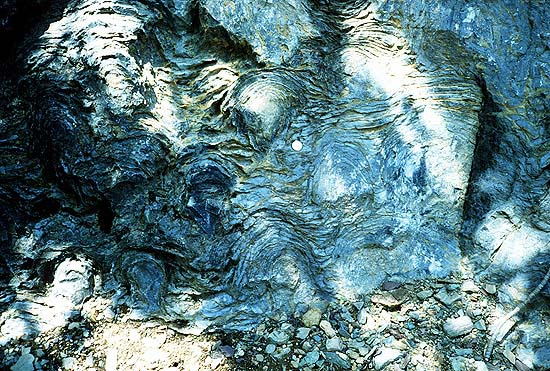
Prekambriumi sztromatolitok fosszíliái a Glacier Nemzeti Parkban, Montanában.

A fitoplankton első képviselői a cianobaktériumok (kékalgák) mintegy 3,5-2,8 milliárd évvel ezelőtt jelentek meg az archaikumban. Ezek a szervezetek még nem oxidáló fotoszintézist végeztek, elektrondonornak hidrogént (H2) vagy kén-hidrogént (H2S) használtak. Annak köszönhetően, hogy a víz gyakorlatilag végtelen energiaforrást nyújtott a fotoszintetikus szerves szén-megkötéshez, az oxidáló fotoszintézist végző fotoautotróf cianobaktériumok néhány százmilló év alatt elterjedtek a tengerek fénygazdag részében. Feltételezhetően ezen cianobaktériumok fotoszintézisének köszönhetően váltak a tengerek és a légkör oxidatívvá mintegy 2,4 milliárd évvel ezelőtt. Az oxigént termelő fotoszintézis egyszer fejlődött ki, de csak utólagosan terjedt el az endoszimbiózis segítségével, mely változatos eukarióta kládok sokaságát hozta létre. Jelenlétükről az üledékes kőzetek adnak tanúbizonyságot, azonban tiszta paleontológiai kép csak 2,0 milliárd évvel ezelőttről áll rendelkezésre. A leggyakoribb képviselők a sztromatolitok és a rokon onkolitok voltak, amelyek megkövesedett telepei jól megőrződtek. A prekambrium és a kambrium időszakot a tudósok a „sztromatolitok korának” vagy az „algák korának” is nevezik, utalva ezen csoportok dominanciájára. A zöldalgák, amelyeknek csak egy része planktonikus, de a kontinentális selfek másik fontos elsődleges termelői, a proterozoikum végén jelentek meg. A mezozoikumban a páncélos ostorosok, a kokkolitoforidák és a kovamoszatok radiációjával folytatódott és egyre kezdték átvenni a cianobaktériumoktól az elsődleges termelés szerepét, bár utóbbiak napjainkra is a tengeri ökoszisztéma kritikus képviselői maradtak, fontos nitrogénmegkötő szervezetek.

## Ökológia

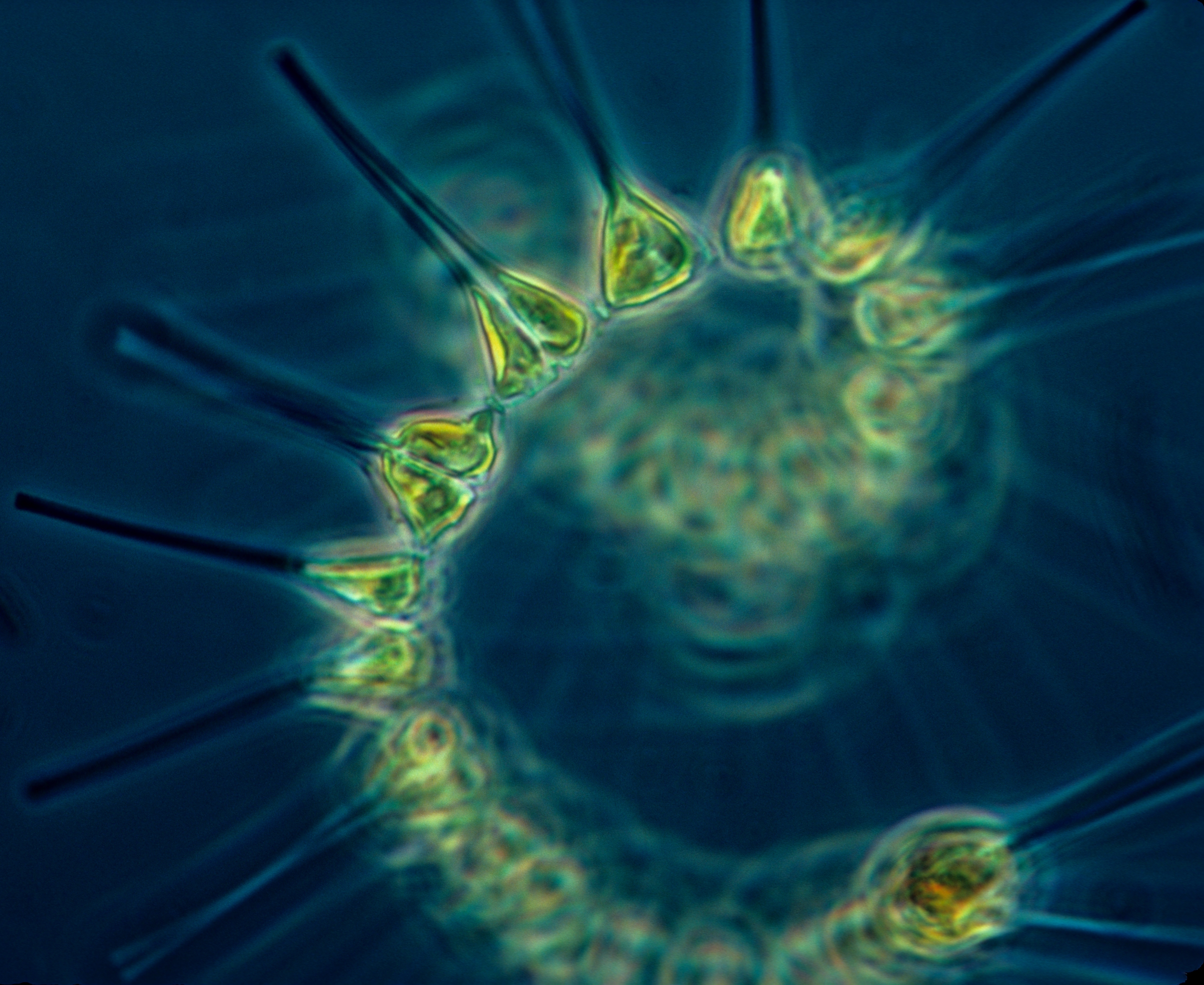
A fitoplankton az óceáni tápláléklánc alapja

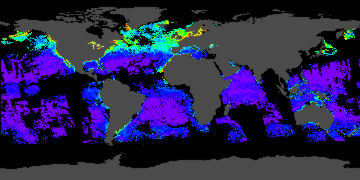
A fitoplankton mennyiségi megoszlása a világtengerekben (az élénk színek nagy míg a sötétek kis denzitást jelölnek)

A fitoplankton szervezetek fotoszintézis útján veszik fel a szükséges energiát, emiatt a fénygazdag felső vízrétegben kell tartózkodniuk, az adott óceán, tenger, tó vagy más víztest eufotikus zónájában. A fitoplankton teszi ki a Föld fotoszintetikus aktivitásának felét. Tehát a fitoplankton felelős a Föld atmoszférájában jelen lévő oxigén egy jelentős részéért – csak a teljes mennyiség felét termelik a növények. A felhalmozott energia szénvegyületek formájában kötődik meg (primer produkció), mely az alapja az óceáni és számos édesvízi táplálékláncnak (a kemoszintézis egy megjegyzendő kivétel). A 20. századtól a fitoplankton mennyisége évente 1%-kal esett vissza, ez lehetséges, hogy összefügg az óceánok hőmérséklet-emelkedésével. 2010-ben 1950-hez viszonyítva 40%-os visszaesést tapasztaltak. A fitoplankton mennyiségének csökkenése érinti a teljes vízi táplálékláncot, beleértve az embert is. Egyébként az egyik leginkább figyelemre méltóbb tápláléklánc – a kapcsolatok kevés száma miatt – az óceánban található, mely a fitoplanktonnal táplálkozó krillből és a krillel táplálkozó sziláscetekből áll, ezt nevezzük antarktiszi táplálékláncnak.
A fitoplankton szervezetek függenek az ásványi anyagoktól is. Ezek elsősorban makrotápanyagok (makroelemek), mint a nitrát, foszfát vagy a kovasav, melyek elérhetősége a mély, tápanyag dús vizek úgynevezett biológiai pumpájának és az upwellingek közt fennálló egyensúlynak függvénye. Azonban a Világóceán nagy régióiban, például a Déli-óceánban, a fitoplankton a mikroelemnek számító vas hiánya miatt limitált. Ebből kiindulva javasolja néhány tudós a tengerek vasműtrágyázását, mely megakadályozná az antropogén szén-dioxid (CO2) akkumulációját a légkörben. Nagyszabású kísérletek során vasat adagoltak (rendszerint só formájában, mint a vas-szulfátok) az óceánba, hogy növeljék a fitoplankton-produkciót és kivonják az atmoszferikus CO2-t az óceánba. Az ökoszisztéma befolyásolása és a vasműtrágyázás várható hatása azonban nézeteltéréseket szült és a viták késleltették a hasonló kísérleteket.

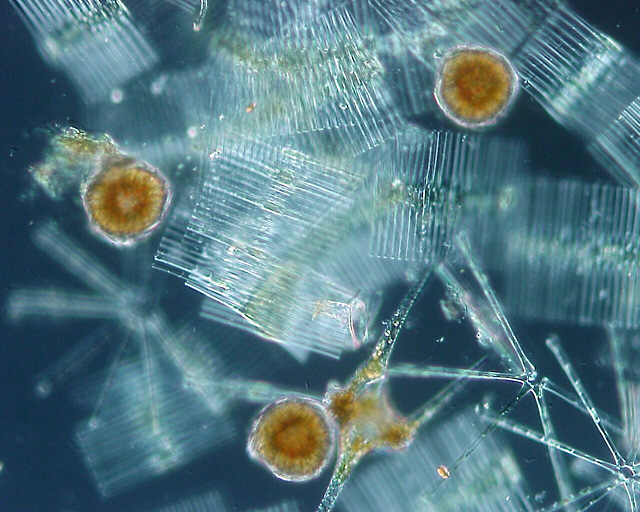
Fitoplankton szervezetek (kovamoszatok és páncélos ostorosok)

Bár a legtöbb fitoplankton faj obligát fotoautotróf, akadnak köztük mixotróf és más pigmenttel nem rendelkező fajok, melyek valójában heterotrófok (ez utóbbiakat gyakran zooplanktonnak tekintik). Ezen heterotrófok közül a legjobban a páncélos ostorosok (dinoflagelláták) ismertek, mint a Noctilucales rend és a Dinophyceae osztály, melyek a szerves szént más szervezetek vagy szerves törmelék fogyasztásával nyerik.
A fitoplankton kifejezés minden a vízi táplálékláncban részvevő fotoautotróf mikroorganizmust jelöl. A fitoplankton a vízi tápláléklánc alapjaként szolgál, biztosítva egy nélkülözhetetlen ökológiai funkciót a vízi élet számára. Megjegyzendő, hogy míg a szárazföldi közösségekben a legtöbb autotróf eukarióta növény, addig a fitoplankton egy változatos csoport, egysejtű eukariótákból és eubakteriális, illetve archeabakteriális prokariótákból áll. A tengeri fitoplanktonnak eddig körülbelül 5000 faját írták le. Még bizonytalan, miképp fejlődhetett ki és hogyan létezhet egy ilyen magas diverzitású közösség egy olyan környezetben, ahol a kevés forrásért folyó kompetíció korlátozott niche-differenciálódást sejtetne. A kérdéssel a plankton paradoxon foglalkozik, mely a térbeli és időbeli heterogenitással magyarázza a jelenséget.
Számok tekintetében a fitoplankton legfontosabb csoportjai a kovamoszatok, a cianobaktériumok és a páncélos ostorosok, bár sok más algacsoport is képviselteti magát. Egy csoport, a kokkolitoforida felelős részben, hogy jelentős mennyiségű dimetil-szulfid (DMS) kerül a Föld légkörébe. A dimetil-szulfid szulfáttá alakul, mely kondenzációs magként viselkedik és felhőtakarót képez. Oligotróf óceáni részeken, mint a Sargasso-tenger és a Déli Pacifikus Forgástengely vidéke, a fitoplanktonban kis sejtméretű pikoplankton dominál, mely nagyrészt cianobaktériumokból (Prochlorococcus, Synechococcus) és pikoeukariotákból (Micromonas) áll.

## Gazdasági szerep és tenyésztés az akvakultúrában
A fitoplankton kulcsfontosságú táplálék mind a szárazföldi akvakultúrában, mind a tengeri akvakultúrában. Mindkét esetben a tenyésztett állatok táplálására hasznosítják. A tengeri akvakultúrában a fitoplankton természetesen fordul elő és az elkerítésekbe a tengervíz áramlásaival kerül be. A szárazföldi akvakultúrákba mesterségesen kell bejuttatni. A planktonszervezeteket vagy a valamely víztestből gyűjtik be vagy pedig kultúrában tenyésztik, bár az előbbit ritkán használják. A fitoplanktont táplálékkészletként használják a kerekesférgek tenyésztésekor, melyeket aztán más szervezetek táplálására használnak, emellett kultúrában tenyésztett puhatestűek, például gyöngykagylók, osztrigák és óriáskagylók etetésére is felhasználják.
A mesterséges körülmények között történő fitoplankton-tenyésztés magának az akvakultúrának egy formája. A fitoplankton szervezeteket sokféle célból tenyészthetik, például az akvakultúrában tenyésztett más szervezetek táplálására vagy akváriumban tartott gerinctelenek kiegészítő táplálékának. A tenyészetek mérete széles tartományban mozog, az egy liternél kisebb laboratóriumi tenyészetektől a több tízezer literes kereskedelmi tenyészetekig. A tenyészet méretétől függetlenül, bizonyos feltételeket biztostani kell a hatékony planktonnövekedéshez. A tenyésztett planktonszervezetek jelentős része tengeri, ennél fogva 1,010 és 1,026 közötti sűrűségű tengervíz használható tenyésztőközegnek.
A vizet szükséges sterilizálni, mely rendszerint autoklávban történik magas hőmérsékleten vagy ultraibolya sugárzásnak teszik ki, hogy megelőzzék a biológiai kontaminációt. Különböző tápsókat is adnak a tenyészőközeghez, hogy megkönnyítsék a plankton növekedését. A tenyészetet levegőztetni és kavarni kell, hogy szuszpendált legyen a plankton és oldott szén-dioxid kerüljön a közegbe a fotoszintézishez. A folyamatos levegőztetéshez a legtöbb tenyészetet manuálisan keverik vagy habarják szokás szerint. A fény biztosítása szintén alapkövetelmény a fitoplankton fejlődéséhez. A megvilágítás színhőmérsékletének megközelítőleg 6500 K-nek kell lennie, de 4000 és 20 000 K között sikeresen használják. A megvilágítás időtartamának naponta körülbelül 16 órának kell lennie, ez a leghatékonyabb mesterséges naphossz.

## Fordítás
Ez a szócikk részben vagy egészben  a   Phytoplankton című angol Wikipédia-szócikk ezen változatának fordításán alapul.  Az eredeti cikk szerkesztőit annak laptörténete sorolja fel. Ez a jelzés csupán a megfogalmazás eredetét és a szerzői jogokat jelzi, nem szolgál a cikkben szereplő információk forrásmegjelöléseként.